# Ліам Девіс (плавець)
Ліам Девіс (4 квітня 2000) — зімбабвійський плавець. Учасник Чемпіонату світу з водних видів спорту 2022, де на дистанції 200 метрів брасом посів 32-ге місце і не потрапив до півфіналів.